# Анарти
Анартите (на латински: Anartes, Anarti, Anartii; на старогръцки: Ἄναρτοι Anartoi са древно келтско племе, живяло в Дакия в днешна Румъния, в части от Унгария, Словакия и Полша между 1 век пр.н.е. и 2 век.
Името Anartes е споменато от Цезар в De Bello Gallico. Според Клавдий Птолемей Anartoi са живели в Дакия заедно с Teuriskoi и Koistobokoi.